# Jürgen Lecher

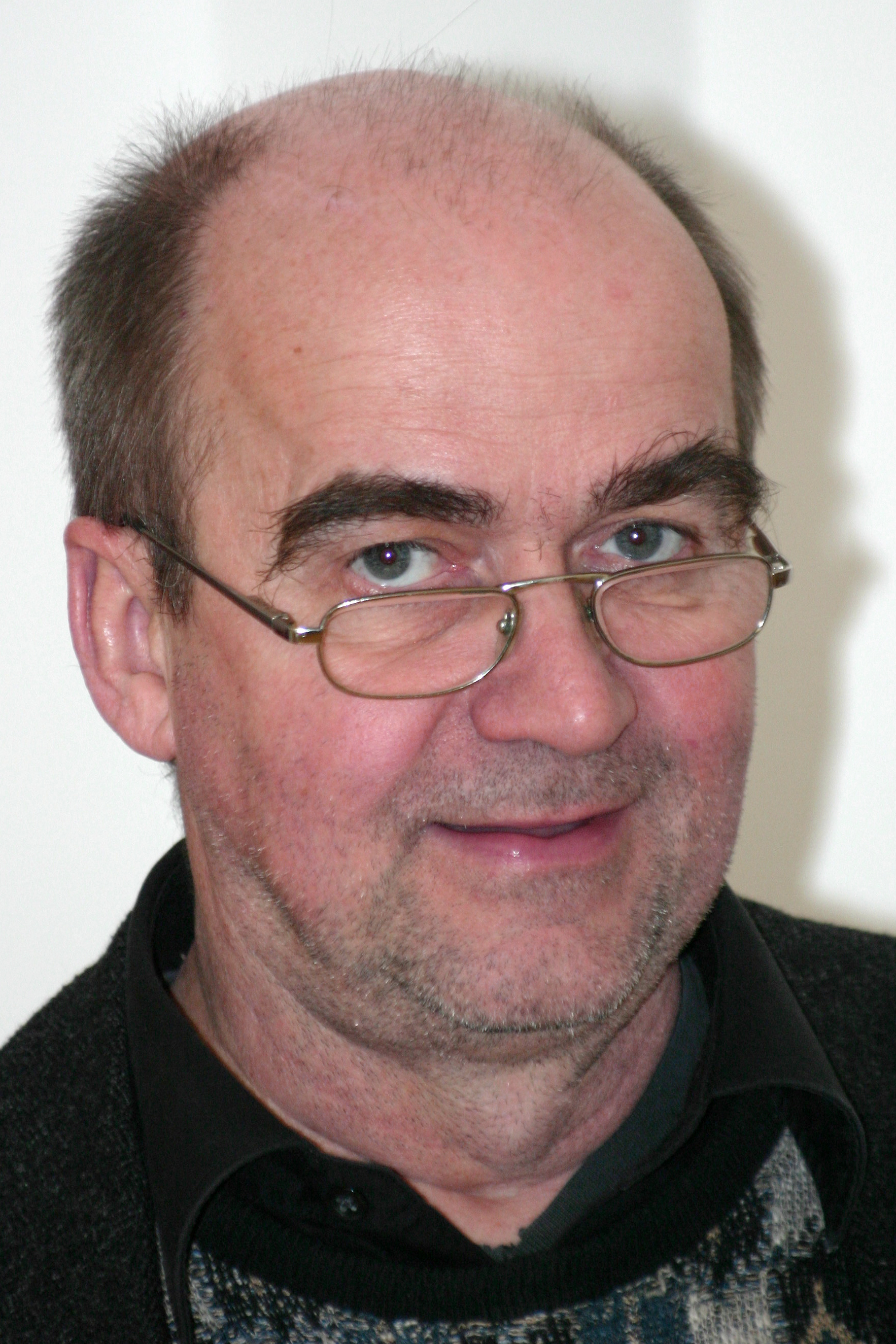
Jürgen Lecher, 2008

Jürgen Lecher (* 1953 in Bad Waldsee) ist ein deutscher Fotograf und Fotokünstler.

## Lebenslauf
Jürgen Lecher studierte an der Universität Göttingen und erhielt dort 1981 das Diplom der Geologie. Er ließ sich danach zum EDV-Programmierer umschulen und arbeitete von 1982 bis 1984 als freiberuflicher Fotograf in Madrid. Von 1984 bis 1987 absolvierte er eine Ausbildung zum Fotografen im Studio Eichhorn in Frankfurt am Main und arbeitete ab 1987 als selbstständiger Fotograf in Frankfurt. Von 1988 bis 1993 war er Mitglied der Künstlergruppe kip – Kunst im Park und übernahm von 1989 bis 1995 Lehrtätigkeiten als freier Dozent für Fotografie an der August-Bebel-Schule in Offenbach am Main.

## Arbeitsweise
Jürgen Lecher ist vor allem für seine Collagen bekannt, die er aus mehreren in schwarzen Glas-Aluminium-Rahmen eingefassten Einzelfotos zusammensetzt. Ähnlich wie beim Stitching setzt er seine Panoramen aus bis zu 9 × 7 einzelnen, in Silbergelatine auf Barytpapier abgezogenen Schwarzweißfotos zusammen. Dabei ändert er von einem gleichbleibenden Aufnahmestandort den Kamerawinkel bewusst so, dass es zu stürzenden Linien kommt, indem er auf der Stelle verharrt und sich um sich selbst dreht.

## Rezension
- „Jürgen Lecher entdeckt die Welt mit anderen Augen, er lässt dem Zufall Raum, und er gestaltet sie zu einer dauerhaften Geschichte.“[4]
- „Es sei ebenso wenig Zufall, dass der Fotograf Fotograf wird, wie es Zufall sei, dass der Löwenbändiger Löwenbändiger werde, soll die berühmte Fotografin Dorothea Lange gesagt haben,“ meint die Reisejournalistin Jule Reiner und ist sich dabei ganz sicher, dass Lecher nicht hätte Löwenbändiger werden können.[1]

## Ausstellungen (Auswahl)
- 1981 Schöner Wohnen, Goethe-Institut, Göttingen
- 1993 UNICEF, Schirn Kunsthalle, Frankfurt am Main
- 2000 5. Porträtfotoschau Deutschlands der Gesellschaft für Fotografie e.V. im Sächsischen Landtag in Dresden[5]
- 2001 Fährleute, Kehdinger Schiffahrtsmuseum, Wischhafen
- 2003 Die Welt so nah Mittelrhein-Museum, Koblenz[3]
- 2010 Große Kunstausstellung, Haus der Kunst, München[6]
- 2011 Tierisch, Haus der Kunst, München[7]
- 2013 13. Kunstansichten, Eisfabrik Offenbach, Offenbach[4]
- 2017 Transformierte Landschaften – 4 Positionen, Gruppenausstellung in der Eisfabrik Offenbach[8]
- 2024 Hier gibt es Löwen, Gruppenausstellung in der Eisfabrik Offenbach[9]